# Starstreak
Starstreak je protiletadlový raketový komplet velmi krátkého dosahu vyvinutý pro ničení vrtulníků a letounů. Znám je též jako Starstreak HVM (High Velocity Missile). Střela může být vypuštěna z pozemních, leteckých i námořních platforem. Existuje i jako přenosný protiletadlový systém (MANPADS). Minimální dosah kompletu je 300 metrů a maximální 7000 metrů. Britská armáda jej do služby přijala roku 1997.

## Historie

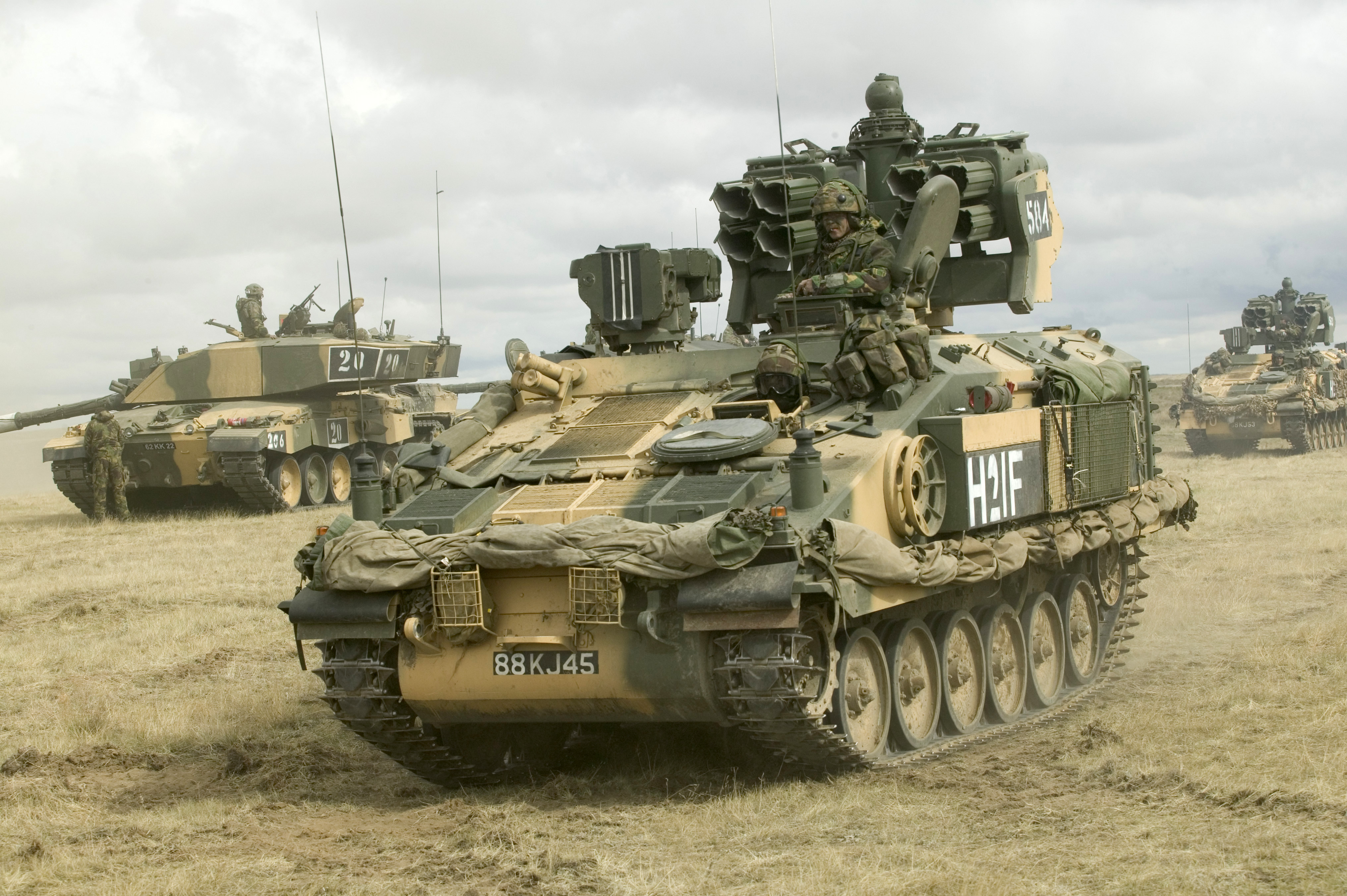
Protiletadlový systém Starstreak SP HVM využívá pásové vozidlo Stormer

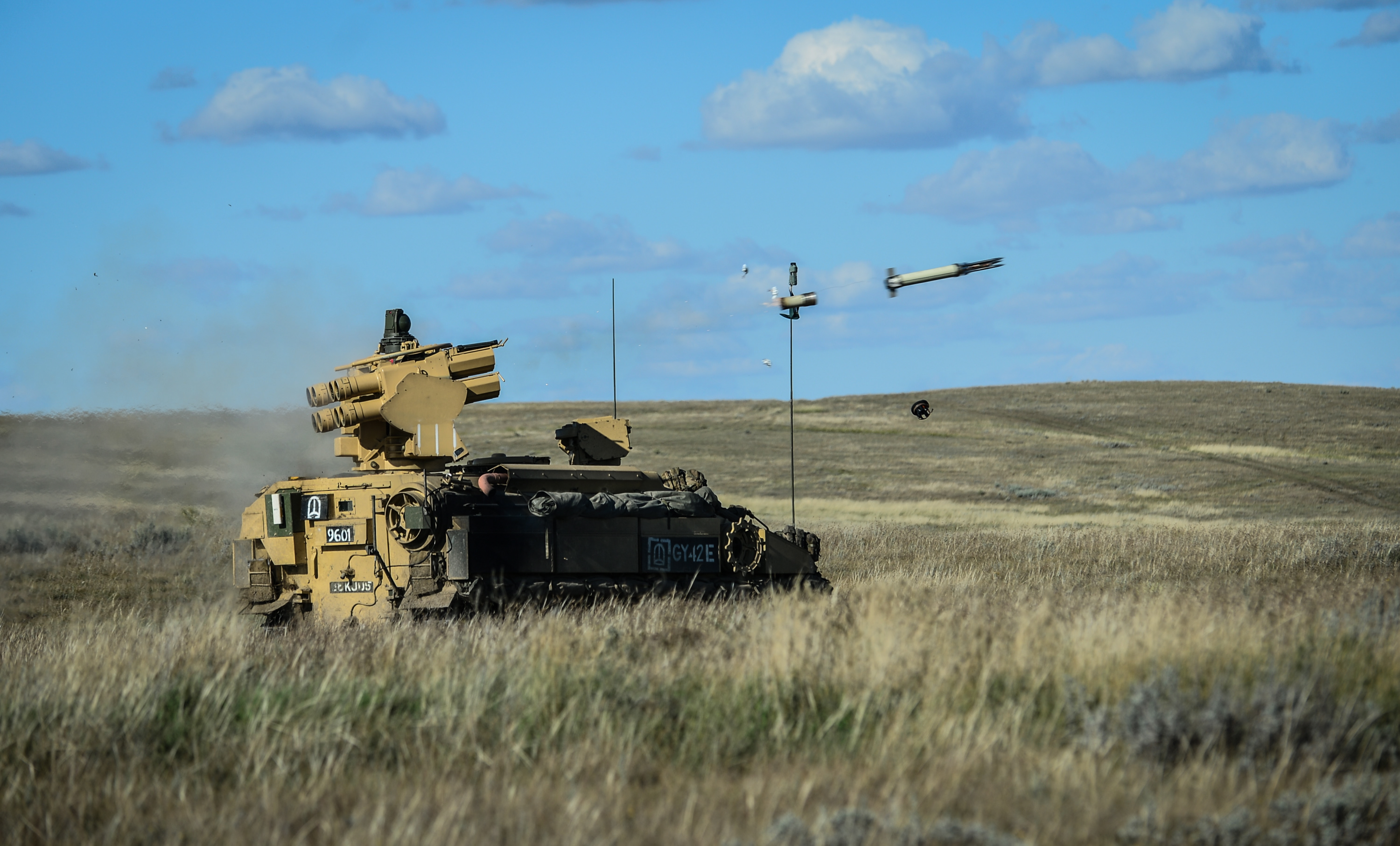
Vozidlo Starstreak SP HVM při vypuštění střely

Vývoj zbraňového systému Starsteak byl zahájen v 80. letech 20. století. Systém měl ve službě nahradit britské protiletadlové raketové komplety Javelin (neplést si s protitankovými střelami Javelin). Vyvinula jej britská společnost Shorts Missile Systems (nyní Thales Air Defence, součást Thales Group) v Belfastu. S konkurenčním projektem Thunderbolt HVM neuspěla společnost British Aerospace. Od počátku bylo počítáno se vznikem přenosného raketového kompletu, lehkého pozemního kompletu s trojicí střel a dále s umístěním systému na vozidla. Sériová výroba odsouhlasena roku 1986. Do služby v britské armádě byl systém přijat roku 1997 a roku 1999 byl umožněn jeho export. Britské ozbrojené síly objednaly 156 systémů Starstreak, ale jejich počet byl později zredukován. V roce 2008 byla poprvé vyzkoušena vylepšená verze kompletu Starstreak II. Modernizováno bylo jak odpalovací zařízení, tak samotná střela.

## Služba
V roce 2012 byl systém nasazen při ochraně letních olympijských her v Londýně. V únoru 2022 Rusko podniklo invazi na Ukrajinu. Spojené království patřilo mezi země, které napadenému státu poskytly dodávky zbraní. Britský ministr obrany Ben Wallace 9. března 2022 uvedl, že součástí dodávek je i dar 900 střel Starstreak.

## Konstrukce

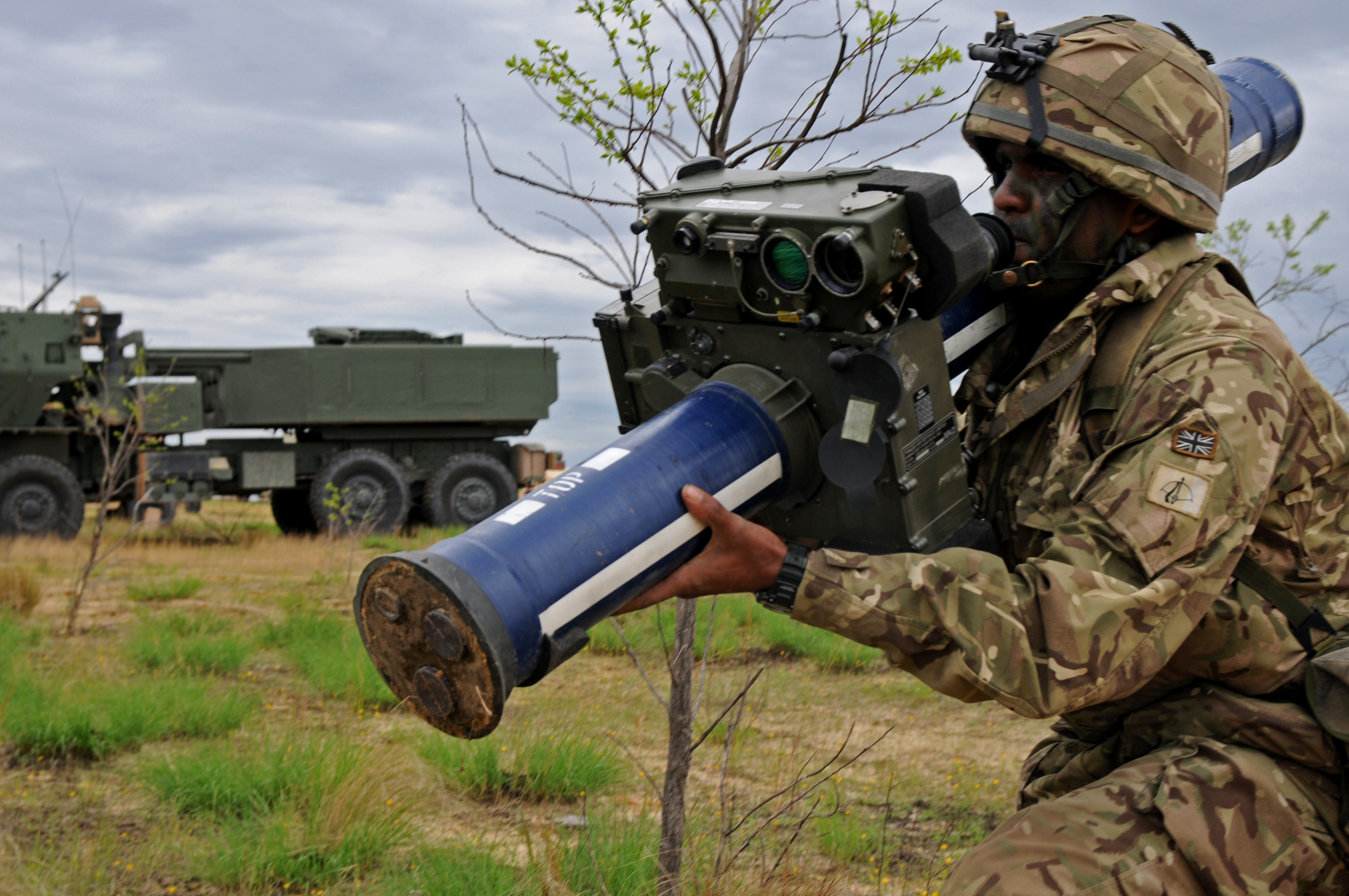
Voják s přenosným protiletadlvým kompletem Starstreak

Starstreak dvoustupňová řízená střela poháněná raketovými motory na tuhé pohonné látky. Motor prvního stupně slouží ke startu střely, vyhoří ještě před opuštěním přepravního pouzdra a ihned po startu je odhozen. Zároveň se rozevřou ocasní plochy rotací stabilizované střely. Raketový motor druhého stupně střelu urychlí na více než trojnásobek rychlosti zvuku. Zvláštností střely je, že nemá klasickou bojovou hlavici, ale hned trojici samostatně naváděných průbojných projektilů ze slitiny wolframu. Každý projektil obsahuje hlavici s výbušninou. Na přídi má dvojici kachních ploch a na konci trupu trojité ocasní plochy. Od střely se oddělují po vyhoření raketového motoru druhého stupně. K zasažení cíle využívají své vysoké kinetické energie. Navedení je poloautomatické (SACLOS - Semi Automatic Command to Line Of Sight). Všechny jsou na stejný cíl naváděny laserovým paprskem, který kolem cíle vytváří dvojrozměrnou mřížku. Toto řešení zvětšuje pravděpodobnost zásahu cíle.
Jako doplněk střel Starstreak byly do jejich vypouštěcích zařízení integrovány rovněž střely Martlet.

## Verze

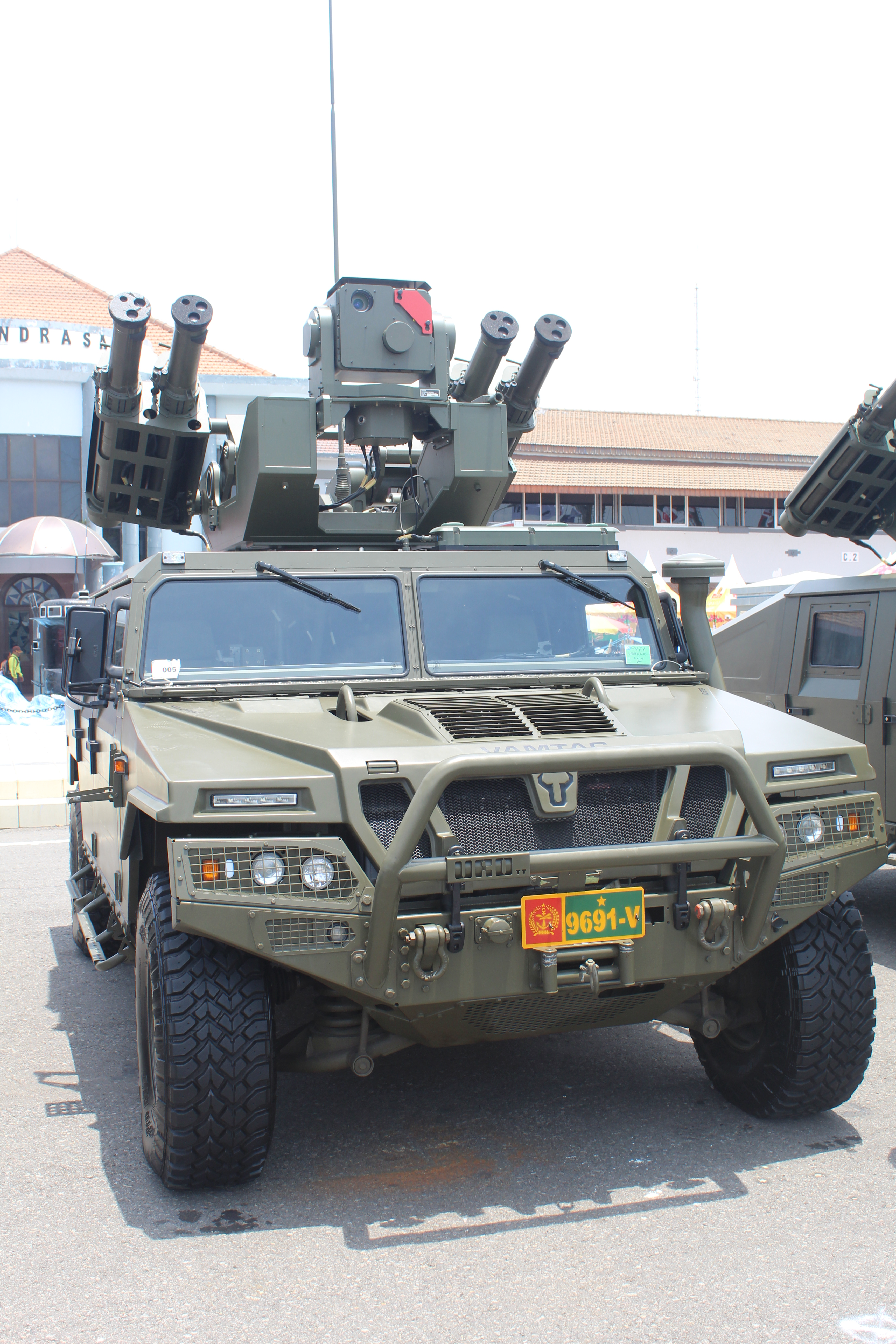
RAPIDRanger ozbrojených sil Indonésie

- ATASK (Air-to-Air Starstreak) – Letecká verze střely. Americké letectvo ji roce 1998 úspěšně testovalo na bitevních vrtulnících AH-64 Apache.[2]

- Lehké odpalovací zařízení pro jednu střelu Starstreak. K palbě je připraveno během několika vteřin. Je do něj integrován střelecký systém Thales Air Defence ASPIC.

- RAPIDRanger – Odlehčená verze systému se čtyřmi střelami na vozidle URO VAMTAC.

- Seastreak – Námořní verze systému.

- Starstreak Avenger – Integrace střely Starstreak do hybridního protiletadlového systému M1097 Avenger.[7]

- Starstreak LML (Starstreak Lightweight Multiple Launcher) – Pozemní odpalovací zařízení pro tři střely. Umístit jej lze i na lehké vozidlo (např. Land Rover, HMMWV). Každá z nich má svůj samostatný přepravní kontejner, takže prázdné kontejnery lze snadno vyměnit za nové střely.[1]

- Starstreak SP HVM (Starstreak Self-propelled High-Velocity Missile) - Pásové obrněné vozidlo Alvis Stormer vybavené otočnou věží s osmi střelami Starstreak a čtyřmi náhradními uloženými s korbě. K zaměřování slouží optotronický systém Thales ADAD (Air Defence Alerting Device).[1]

- Starstreak Mark II – Vylepšená verze kompletu.

## Uživatelé

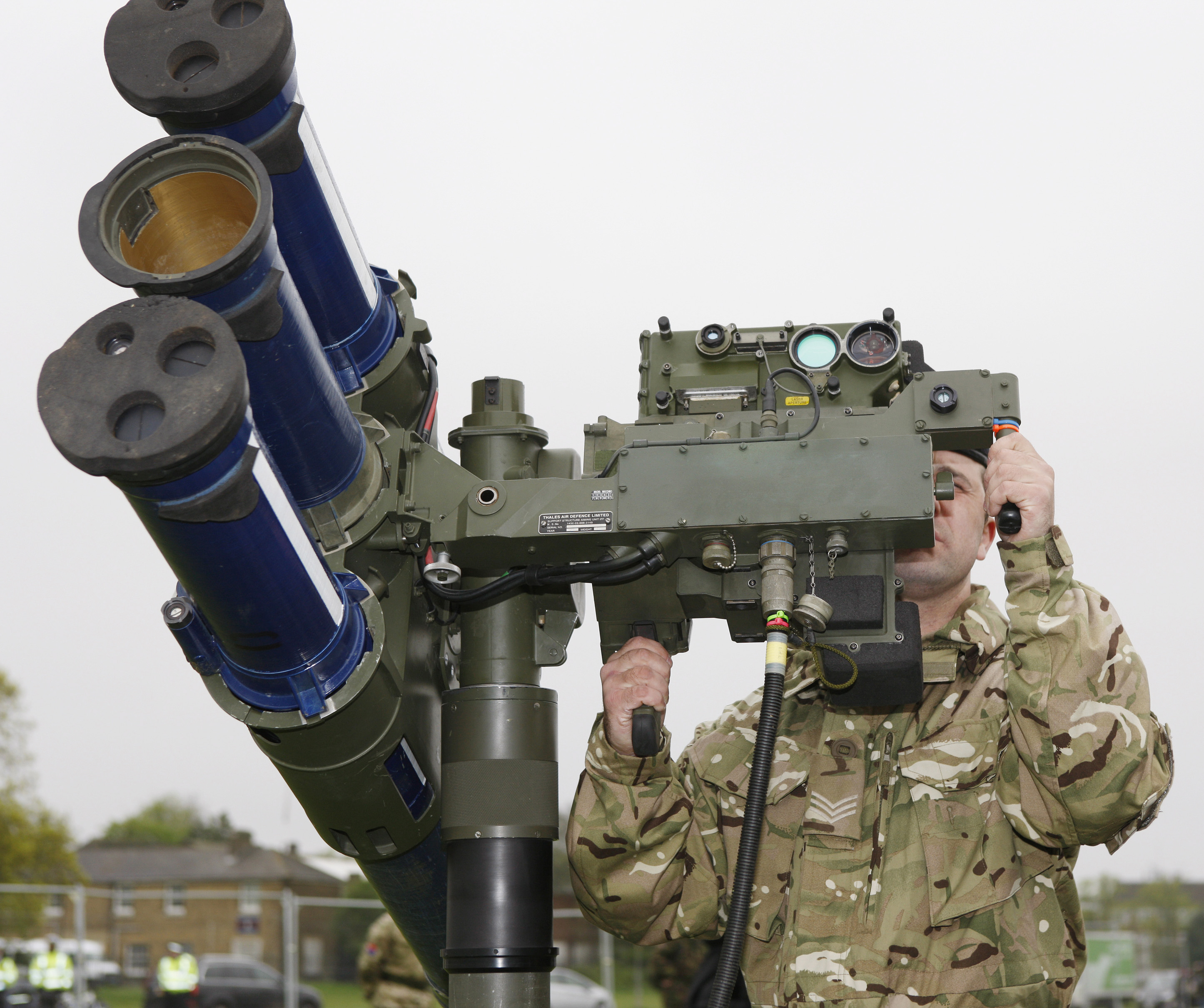
Trojhlavňové odpalovací zažízení Starstreak LML

- Spojené království – Hlavní uživatel. Systém zaveden roku 1997.
- Jižní Afrika – Roku 2002 objednáno osm systémů Starstreak. Dodány byly roku 2005. Do služby systém vstoupil roku 2010.[1]
- Thajsko – Systém objednán roku 2012.[1]
- Indonésie – Systém objednán roku 2014.[1]
- Malajsie – Systém objednán roku 2015.[1]
- Ukrajina - Dodány v roce 2022 v průběhu ukrajinsko-ruské války.

## Technická data
- Délka střely: 1,4 m
- Průměr těla střely: 13 cm
- Hmotnost střely: 20 kg
- Rychlost: 3+ M
- Účinný dostřel: 0,3–7 km